# 斐斯托斯

克里特島的地圖，斐斯托斯位於島的中南部偏西處

斐斯托斯（希臘語：Φαιστός，迈锡尼语：PA-I-TO）是克里特岛南部平原西端的一个古代米诺斯文明遗址，几乎位于岛的中央。它是米诺斯时期的重要城址，拥有一座宫殿建筑，后与克诺索斯的宫殿毁于同一时期。在这里发现了著名的斐斯托斯圓盤，上面刻有谜一般的古文字。